# Redmi 7A
Redmi 7A — бюджетний смартфон, представлений Xiaomi 28 травня 2019 року. Є наступником Xiaomi Redmi 6A. Доступний у синьому та чорному кольорах, а також у кольорах «синій смарагд» і «червоний смарагд».

## Характеристики

#### Корпус і екран
Корпус Redmi 7A нерозбірний, зроблений із матового пластику (синій і чорний) або глянсового пластика й захищений гідрофобним нанопокриттям за технологією компанії P2i. Екран зроблений за технологією IPS має діагональ 5,45 дюйма і роздільну здатність 1440 × 720 (HD+). Співвідношення сторін екрану — 18:9, тобто 2:1.

#### Апаратна платформа
У Redmi 7A встановлено 64-бітний 8-ядерний процесор Qualcomm Snapdragon 439 на базі ARM Cortex-A53, що працює на частоті до 2 ГГц і зроблений за технологією 12 нм. Як відеоприскорювач використовується Adreno 505. Оперативна пам'ять — 2 ГБ, сховище даних — 16 або 32 ГБ; ОЗП — 3 ГБ, сховище — 32 ГБ, є підтримка карт пам'яті до 256 ГБ. Смартфон працює на Android 9 Pie з фірмовою оболонкою MIUI 10 з коробки, яка оновлена в кінці жовтня 2019 до 11-ї версії. Підтримується 4G LTE з поперемінною роботою двох Nano-SIM, а також Wi-Fi 802.11 n, Wi-Fi Direct, Bluetooth 4.2. Підтримується розблокування по обличчю.

#### Акумулятор
У Redmi 7A встановлений акумулятор ємністю 4000 мА·год з підтримкою швидкої 10-ватної зарядки. При такій ємності смартфон може пропрацювати до двох днів без підзарядки. У режимі очікування може працювати 15—20 днів.

#### Камера
Основна камера виконана на сенсорі Sony IMX486 (розмір пікселя 1,25 мкм, розмір матриці 6,2 мм, 4032 × 3016 — 12 Мп) з можливістю фокусування та зйомки відео у Full HD. Фронтальна камера дає змогу отримувати знімки з розміром в 5 Мп і можливість записувати відео в Full HD.